# 湖北省黄陂王家河
湖北黄陂王家河
该地王氏人口居多。湖北黄陂王家河王氏自明清时四兄弟从江西吉安府王氏大家搬迁到木兰山下，王家河边定居繁衍。 清代礼部尚书王泽宏出生于此地，所以在康熙年间改名为王家河。
湖北黄陂王家河王氏历代出名将。祖籍江西吉安府的王氏宗祠是江西省发现的最大的古祠堂。